# ISLAND TV
ISLAND TV是由日本經紀公司傑尼斯事務所旗下子公司傑尼斯島嶼所有並運營的小傑尼斯官方娛樂網站，該網站於2019年3月1日啟用。2024年4月正式關閉，SMILE-UP.旗下藝人資訊改由星達拓娛樂官網直接發布。

## 網站概況
ISLAND TV是日本傑尼斯事務所用於發佈其旗下小傑尼斯實況影片的官方娛樂網站，其發佈影片的主要內容包括小傑尼斯們在後台休息、練習，以及在拍攝間隙的花絮錄像等。 該網站由原傑尼斯事務所旗下男子音樂組合瀧與翼成員瀧澤秀明在2018年宣佈退出娛樂圈後並接任傑尼斯事務所旗下子公司傑尼斯島嶼的總裁後主推製作。網站名稱的含義是“一個充滿微笑的島嶼；一個將粉絲與小傑尼斯的日常生活聯繫在一起的島嶼，讓粉絲可以一起見證小傑尼斯們的成長。” 相較於之前傑尼斯事務所在互聯網上連在線影片都禁止發佈的保守政策不同，ISLAND TV堪稱這家老牌經紀公司面向網絡時代的首次嘗試。

## 主要頻道
ISLAND TV分為、三個主要內容頻道和“搜索藝人”（アーティストを探す）、兩個服務。
提供了小傑尼斯中目前已結成組合的Travis Japan、HiHi Jets、美 少年、7 MEN 侍、少年忍者、Jr.SP、IMPACTors、浪花男子、Lil關西和A! Group等十組藝人組合的影片。每組藝人都有自己的吉祥物，並且還有各自的專屬頁面可以查看成員的詳細資料。
主要發佈小傑尼斯中目前尚未結成組合的個人影片。但是，少年忍者、Jr.SP在2020年3月之前的影片與IMPACTors在2020年11月之前的影片也都發佈在該頻道。
則主要發佈小傑尼斯們的演唱會和表演實況影片。需要注意的是，這類影片都是要付費收看的，而費用大概在500日元一個。影片的內容從演出的開始到結尾，包括中間串場的主持內容也在其中。
ISLAND TV的會員是免費註冊的。其中和可以供非會員用戶觀看；而則必須會員登錄觀看。
“搜索藝人”服務主要是讓用戶可以按照多種條件檢索傑尼斯事務所旗下所有小傑尼斯的資料。
服務則是存檔那些已經從ISLAND TV畢業的組合及藝人的影片，截至2021年8月，服務包括SixTONES Archived、Snow Man Archived和Jemmy Archived三個板塊。畢業後，組合和藝人的檔案將從網站上刪除；但是他們與現役組合及藝人的合作影片還是會繼續發佈在對應頻道。

### 腳註
1. ↑  因為組合解散的原因，MADE（日语：MADE (アイドルグループ)）和宇宙Six的頁面分別在2020年3月、10月被停止更新並刪除。但上述兩隻組合成員在之前的影片還可以在收看。

### 出典
1. 1 2  . 日刊體育. 2019-02-22  [2021-08-23]. （原始内容存档于2022-04-07） （日语）.
2. ↑  . DRESS [ドレス]. 2019-02-22  [2021-08-24]. （原始内容存档于2021-08-24） （日语）.
3. ↑  Ryota Nasu. . 赫芬頓郵報. 2019-02-22  [2021-08-24]. （原始内容存档于2021-08-24） （日语）.
4. ↑  . Real Sound. 2019-03-05  [2021-08-24]. （原始内容存档于2021-08-24） （日语）.
5. ↑  . ISLAND TV.   [2021-08-24]. （原始内容存档于2021-08-24） （日语）.

## 外部連接
- 官方网站（日語）（英文）（简体中文）（繁體中文）
- ISLAND TV的X（前Twitter）
- YouTube上的ISLAND TV頻道